# Höhlen von Arcy-sur-Cure

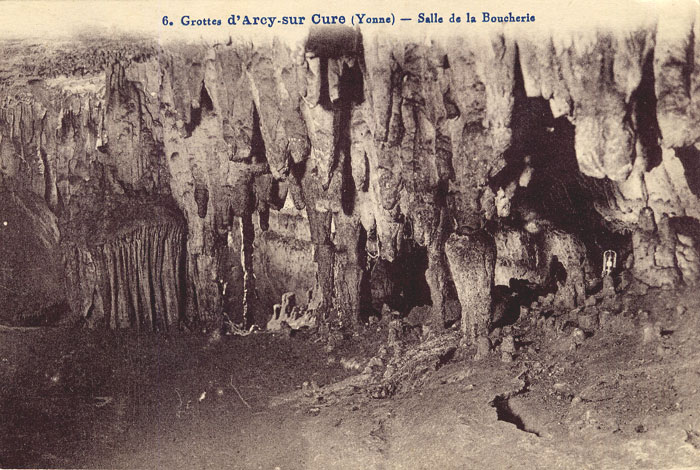
„Salle de la Boucherie“ der Höhlen von Arcy-sur-Cure

Die Höhlen von Arcy-sur-Cure liegen zwischen Auxerre und Avallon, bei Arcy-sur-Cure am Ufer der Cure im Département Yonne in Frankreich. 
Zwischen 1947 und 1963 wurden in dem verzweigten Höhlensystem, das aus mehreren gesondert zugänglichen Höhlen besteht, Steinwerkzeuge, Artefakte und frühmenschliche Fossilien, aber auch Höhlenmalereien aus der Steinzeit entdeckt.

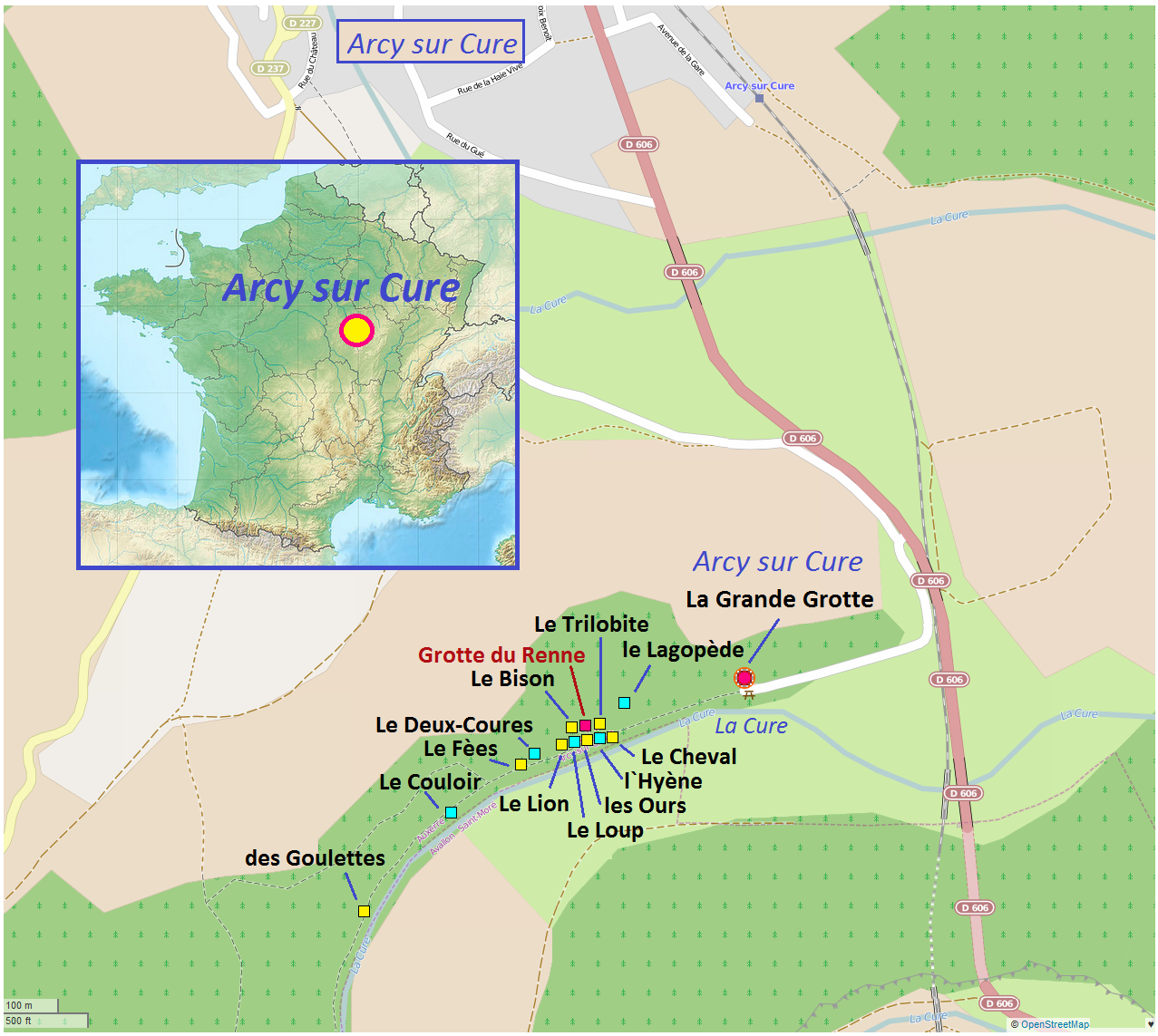
Lage der Höhlen von Arcy-sur-Cure mit der Grande Grotte und der Grotte du Renne

Im Blick der Wissenschaft befindet sich dabei im Besonderen die Grotte du Renne (Rentierhöhle). Aufgrund von bearbeiteten Objekten und menschlichen Hinterlassenschaften in gleichen Fundlagen gibt es hier Anzeichen für das Zusammentreffen von Neandertalern und modernen Menschen.
Durch Menschen benutzt wurden die Höhlen seit etwa 200.000 Jahren (Kulturstufe des Jung-Acheuléen und des Moustérien), zunächst von den Neandertalern, zuletzt seit etwa vor 40.000 Jahren auch von aus dem Osten nach Europa eingewanderten Cro-Magnon-Menschen (vom Typ Homo sapiens). Einblick in die Kultur dieser Menschen gewähren „Wandgemälde“, die – neben den Funden in der Chauvet-Höhle im Departement Ardèche – zur ältesten in Europa jemals entdeckten Höhlenkunst zählen.
Die Höhlen werden seit 1992 vom französischen Kulturministerium als monument historique (‚historisches Monument‘) geführt.

## Châtelperronien
Die Besiedelung der Höhlen von Arcy-sur-Cure reicht vom Jung-Acheuléen über das Moustérien (der Kulturstufe des „klassischen“ Neandertalers) bis ins Châtelperronien, das etwa ab 40.000 vor heute beginnt und vom Aurignacien (des modernen Menschen) abgelöst wird. Beim Châtelperronien (auch CP-Kultur) handelt es sich um eine „Übergangsstufe“ mit spezieller Werkzeugbearbeitung, die hauptsächlich in Frankreich und Nord-Spanien verbreitet war. Charakteristisch sind Spitzen bzw. Messer mit gebogenem, abgestumpftem Rücken. Die Kulturbezeichnung wurde 1906 von Henri Breuil eingeführt, nach der Fundstelle Grotte des Fées bei Châtelperron. Ob es sich bei gefundenen Objekten und Artefakten des Châtelperroniens, speziell aus der Grotte du Renne (Höhle der Rentiere), noch um Hinterlassenschaften des späten Neandertalers handelt oder ob diese den Cro-Magnon-Menschen (oder beiden) zuzuordnen sind, wird seit Jahren in der Fachwelt diskutiert. Überreste von Hominiden des Châtelperroniens wurden nur in zwei Fundplätzen in gesichertem archäologischem Zusammenhang gefunden: in der Grotte du Renne von Arcy-sur-Cure sowie in Saint-Césaire, im Département Charente-Maritime im Südwesten Frankreichs.

## Höhlensystem

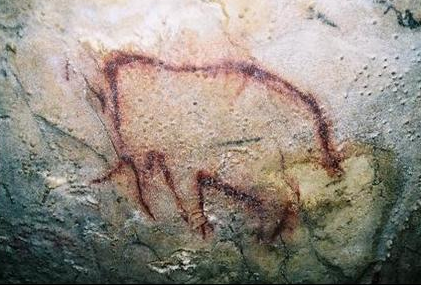
Zeichnung eines Mammuts in den Höhlen von Arcy-sur-Cure

Das Höhlensystem von Arcy-sur-Cure besteht aus einem Gefüge von Höhlen, die der kleine Fluss Cure am Ende des Mesozoikums in ein Riffkalk-Massiv gegraben hat. Die am nördlichen Ufer über eine Strecke von rund zwei Kilometern aneinandergereihten Höhlen werden seit etwa 150 Jahren erforscht.

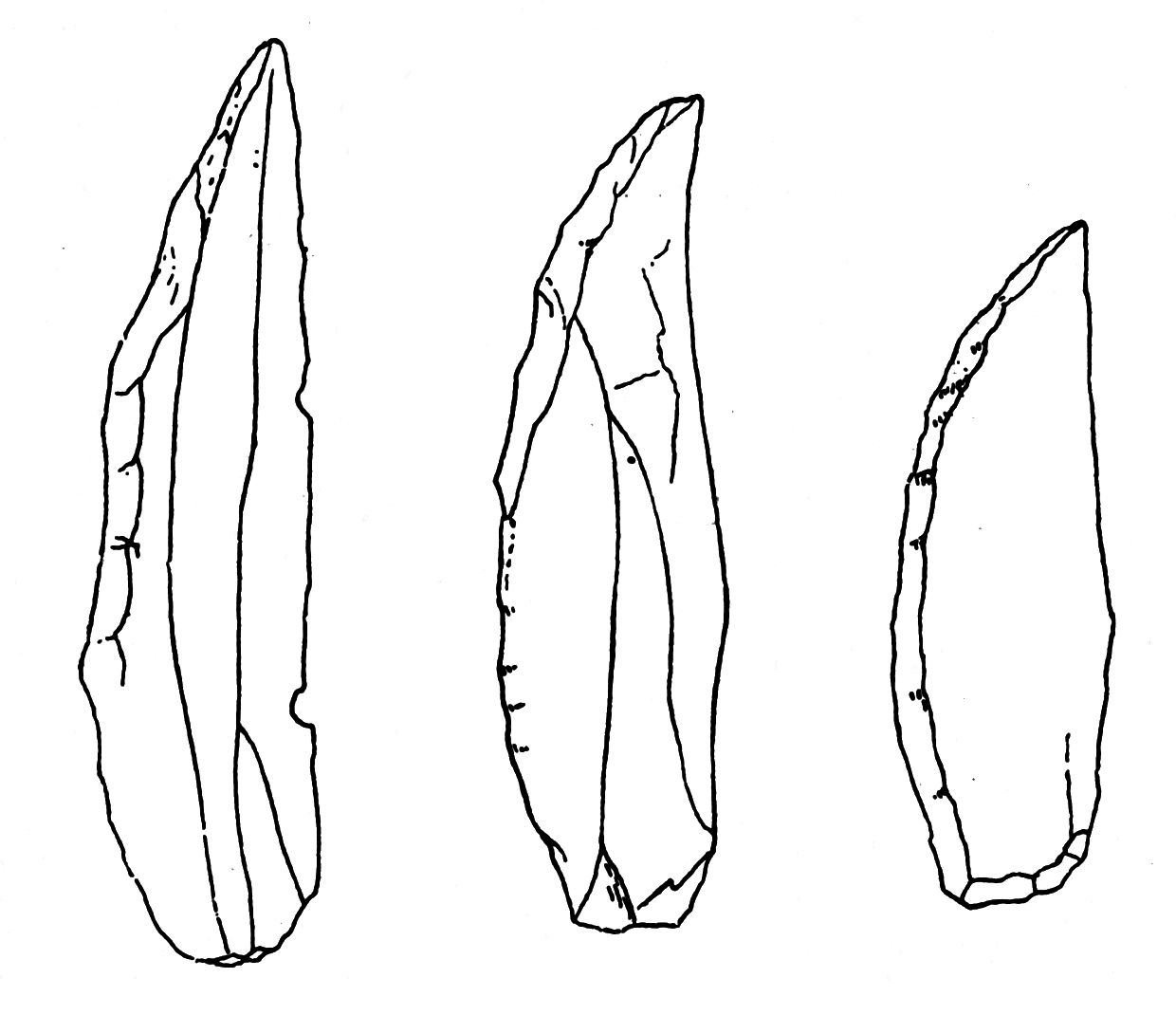
Umzeichnung von Werkzeug-Spitzen der Châtelperronien-Kulturstufe

Nur die größte der Höhlen, die am Ende einer Zufahrtsstraße beim Besucherzentrum gelegene Grand Grotte, ist für den Tourismus erschlossen. Bekannt war sie den Bewohnern an der Cure schon immer, da sich das weite Portal jedem sofort zeigt, der hier vorbeikommt. Besonders bedeutsam ist sie wegen ihrer prähistorischen Wandgemälde. Weil sie so leicht zugänglich ist und der Weg durch die Höhle praktisch keine Schwierigkeiten aufweist, wurde sie immer schon begangen und in früheren Jahren auch geplündert. Bevor die steinzeitlichen Wandgemälde und Fossilien entdeckt wurden, waren die Höhlen in erster Linie wegen ihrer bizarren Tropfsteinfiguren und verwundenen Höhlengänge bekannt. Für den Bau der Grotte du Trianon in Paris holte man in Mengen die Tropfsteine aus der Höhle und brachte sie nach Versailles.
Die prähistorischen Wandgemälde der Grand Grotte wurden erst um 1990 entdeckt, als man versuchte mit Chemikalien den Fels vor Verwitterung zu schützen und Kritzeleien zu entfernen. Leider wurden bei dem Reinigungsprozess auch viele der unter der Patina verborgenen Wandgemälde beeinträchtigt oder zerstört.
Zahlreiche rote Malereien verteilen sich über getrennte Felder, auf denen man mehr als hundertvierzig Zeicheneinheiten unterscheiden kann, darunter rund sechzig Tierbilder, insbesondere von Mammuten. Weitere Zeichnungen zeigen in anderen Höhlen seltener anzutreffende Arten, die man jedoch auch in der Chauvet-Höhle  vorfindet (Bär, Nashorn, Raubkatze, Vogel).
Die Darstellungen werden ergänzt durch Negativabdrücke von acht Händen und verschiedenartigen Zeichen (Punkte, Schlangenlinien, Haken, trapezförmiges Zeichen). Die unter dem prähistorischen Boden aufgefundenen anthropogenen Reste, die unter 30 Zentimeter Ablagerungen verborgen waren, hängen mit den malerischen Tätigkeiten (Farbstoffe, Mörser) und der Beleuchtung (Herdfeuer, Lampen) zusammen. Die C14-Datierungen, die man aus Kohlenresten gewonnen hat, liegen zwischen 28.000 und 33.000 Jahren vor heute.
Die Eingänge der meisten Höhlen kann man bei einem Spaziergang entlang des Flussufers erreichen, wenngleich sie verschlossen und gesperrt sind: Die Grotte des Fées mit 2380 m Länge, die Grotte de Barbe Bleue, Grotte de l'Hyène, Grotte du Cheval sowie die Grotte du Renne, in der Hinterlassenschaften von Neandertalern und modernen Menschen entdeckt wurden.
Von den nachfolgenden ist nur die Grand Grotte für Publikum geöffnet, die anderen sind für wissenschaftliche Untersuchungen zugänglich:
- Grande Grotte,
- Abri du Lagopède
- Grotte du Cheval
- Grotte de l'Hyène
- Grotte du Trilobite
- Grotte des Ours
- Grotte du Renne
- Grotte du Bison
- Grotte du Loup
- Grotte du Lion
- Grotte des Fées
- Grotte des Deux Cours
- Grotte Le Couloir
- Grotte des Goulettes

## Grotte du Renne

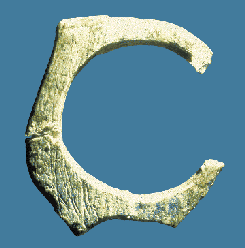
32 Millimeter großes, von Menschen aus Knochen gefertigtes Ohrgehänge von Arcy-sur-Cure

Die zwischen 1949 und 1963 von André Leroi-Gourhan erstmals untersuchte Grotte du Renne befindet sich insofern im Fokus der Wissenschaft, als es hier Anzeichen für die Interaktion von Neandertalern und anatomisch modernen Menschen gibt. Archäologische Artefakte und künstlerisch bearbeitete Objekte in dieser Höhle wurden in Lagen entdeckt, in denen sich auch Hinterlassenschaften von Neandertalern befanden; dies wurde insbesondere von Jean-Jacques Hublin als Anzeichen für „modernes Verhalten“ der Neandertaler oder für Begegnungen zwischen den beiden Menschenarten herangezogen. Diese Interpretation war zunächst umstritten, sie wurde jedoch 2016 durch erhalten gebliebene Eiweiße aus mehreren Dutzend in der Höhle gefundenen Knochen untermauert.
Die Höhle ist in die archäologische Schichten I bis XV eingeteilt, mit einer Stärke von vier Metern. Die Schichten V und VI enthalten Artefakte des Gravettien, Schicht VII ist Proto-Aurignacien. VIII, IX und X enthalten Chatelperron-Werkzeuge, letztere Schicht auch symbolische Ornamente: Eulen, durchlöcherte Tierzähne, Elfenbeinteile, als Ohrgehänge interpretierte Knochenbearbeitung, mit Rillen versehene Zähne sowie fossile Menschenreste, insbesondere dentales Fundmaterial von Neandertalern.
Die Funde der Fauna enthalten Überreste von Rentieren und Pferden, deren Knochen zum Teil zu Werkzeugen umgearbeitet waren. Auch Mammut-Knochen und -Stoßzähne wurden entdeckt, möglicherweise (aber unbestätigt) als Baumaterial für in die Höhle hineingebaute Unterschlupfe.

## Analysen im Jahre 2012
Trotz der Fossilienfunde von Arcy-sur-Cure blieb die Frage, ob Neandertaler fähig waren, derart anspruchsvolle Objekte herzustellen (oder ob sie diese bzw. die Herstellungstechnik ggf. von Homo-Sapiens-Menschen erwarben). Im Jahre 2012 wurden Ergebnisse von Analysen veröffentlicht, die unter der Leitung von Jean-Jacques Hublin vom Max-Planck-Institut für evolutionäre Anthropologie in Leipzig durchgeführt worden waren. Das internationale Forscherteam hatte gut identifizierbare fossile Überreste von Neandertalern aus der Grotte du Renne untersucht. In den CP-Schichten der Höhle fand man recht anspruchsvolle Werkzeuge sowie Schmuckstücke aus Knochen. Mit Hilfe eines Beschleuniger-Massenspektrometers wurde das Alter der Objekte bestimmt. Die C14-Daten zeigten, dass Neandertaler die anspruchsvollen Werkzeuge und den Körperschmuck aus der CP-Kultur hergestellt haben könnten. Da dies aber erst möglich gewesen wäre, nachdem vor etwa 40.000 Jahren moderne Menschen in der Region eingetroffen waren, vermuten die Forscher, dass zwischen diesen beiden Menschengruppen ein kultureller Austausch stattgefunden hat.
- Dazu sagte der Leiter der Studie: „Dies ist zum Teil der Tatsache geschuldet, dass das Châtelperronien ein breites Spektrum von Verhaltensmerkmalen aufweist, die bereits an nachfolgende Industrien des Jungpaläolithikums erinnern. Diese späteren Industrien wurden von modernen Menschen geschaffen“.[20][2]